# Sticky foam
La Sticky Foam est une arme non létale destinée à maîtriser des foules. Ce liquide est une colle qui empêche les mouvements des victimes et dispose de caractéristiques fortement acides. Elle a été employée pour la première fois en Afrique, lors de l'opération "United Shields".